# Sépeaux-Saint Romain
Sépeaux-Saint Romain község Franciaország Burgundia-Franche-Comté régiójában, Yonne megyében. Új községként 2016. január 1-jén jött létre Sépeaux és Saint-Romain-le-Preux község egyesítésével. A korábbi községek egyesülésekor az új község lélekszáma 612 fő lett. Lakosainak száma 489 fő (2022. január 1.).

## Népesség
| Lakosok száma | 559  | 539  | 519  | 507  | 497  | 489  |
|               | 2017 | 2018 | 2019 | 2020 | 2021 | 2022 |